# Albanian Airlines
Albanian Airlines, tên đầy đủ là Albanian Airlines MAK Sh.p.k., mã IATA = LV, mã ICAO = LBC) là hãng hàng không có trụ sở ở Tirana, Albania. Hãng có căn cứ tại Sân bay quốc tế Tirana Nënë Tereza

## Lịch sử
Albanian Airlines được công ty quốc doanh Albania "Albtransport" thành lập năm 1991 dưới tên "Arberia Airlines". Tháng 5 năm 1992 hãng
liên doanh với Tyrolean Airways của Áo và đổi tên thành Albanian Airlines. Hãng bắt đầu chở khách từ ngày 20.6.1995 bằng 1 máy bay De Havilland Canada Dash 8-102. Năm 1997 Tyrolean Airways rút khỏi liên doanh và Albanian tư nhân hóa bằng cách bán cho Tập đoàn "M.A.Kharafi & Sons" trụ sở ở Kuwait. Hãng tổ chức lại dựa trên 1 máy bay Airbus A320-231 thuê của hãng Shorouk của Ai Cập. Năm 2001 hãng có đội máy bay gồm 4 chiếc Tupolev Tu-134, bay thường xuyên trên tuyến đường châu Âu. Tháng 7 năm 2001 hãng bỏ dần loại máy bay Tupolev thay bằng loại máy bay BAe 146. Năm 2003 và 2004 hãng mua thêm 2 máy bay BAe 146 nữa.

## Các nơi đến
(Tháng 1/2008):
- Albania

- Tirana

- Anh quốc

- London

- Đức

- Frankfurt

- Hy Lạp

- Athens

- Kosovo

- Pristina

- Thổ Nhĩ Kỳ

- Istanbul

- Ý

- Bologna
- Rimini
- Roma
- Torino

## Đội máy bay

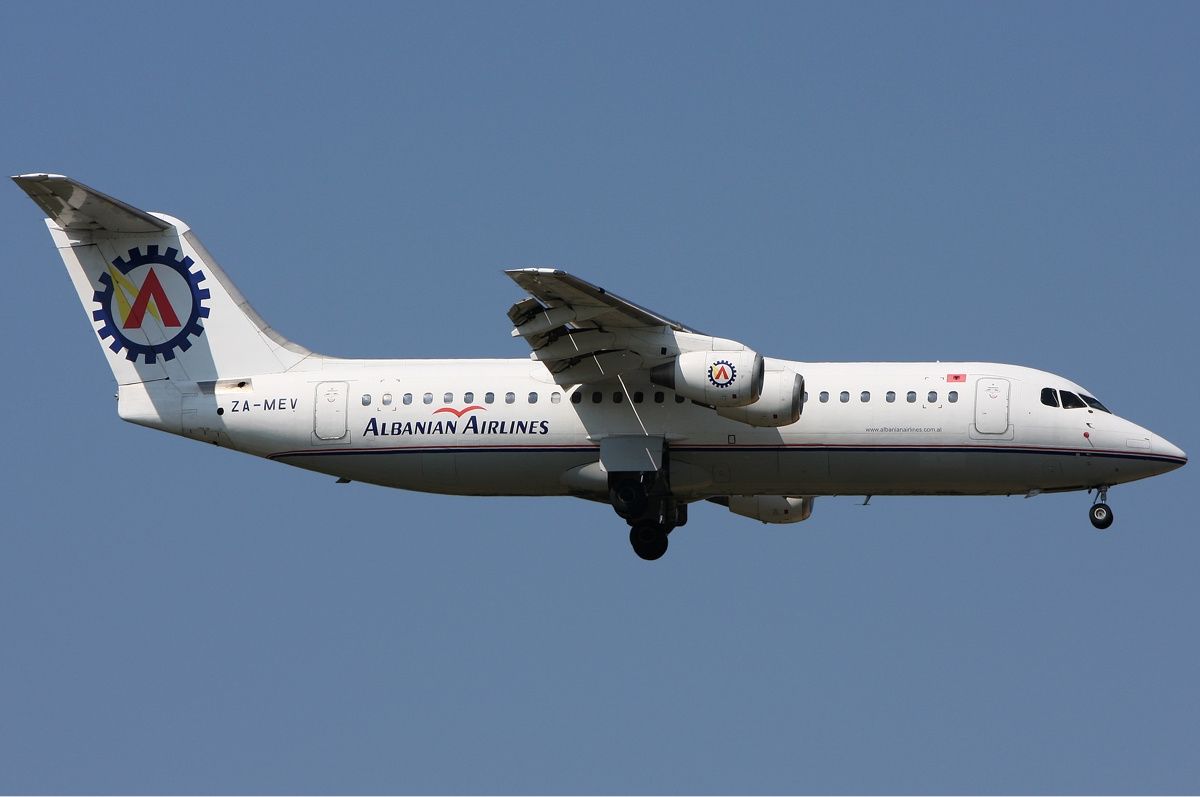
Một chiếc BAe-146-300 của hãng.

(Tháng 5/2008):
- 1 BAe 146-100
- 1 BAe 146-200
- 1 BAe 146-300